# Neotorularia brevipes
Neotorularia brevipes är en korsblommig växtart som först beskrevs av Grigorij Silych Karelin och Ivan Petrovich Kirilov, och fick sitt nu gällande namn av Ian Charleson Hedge och Jean Joseph Gustave Léonard. Neotorularia brevipes ingår i släktet Neotorularia och familjen korsblommiga växter. Inga underarter finns listade i Catalogue of Life.